# Alla prima

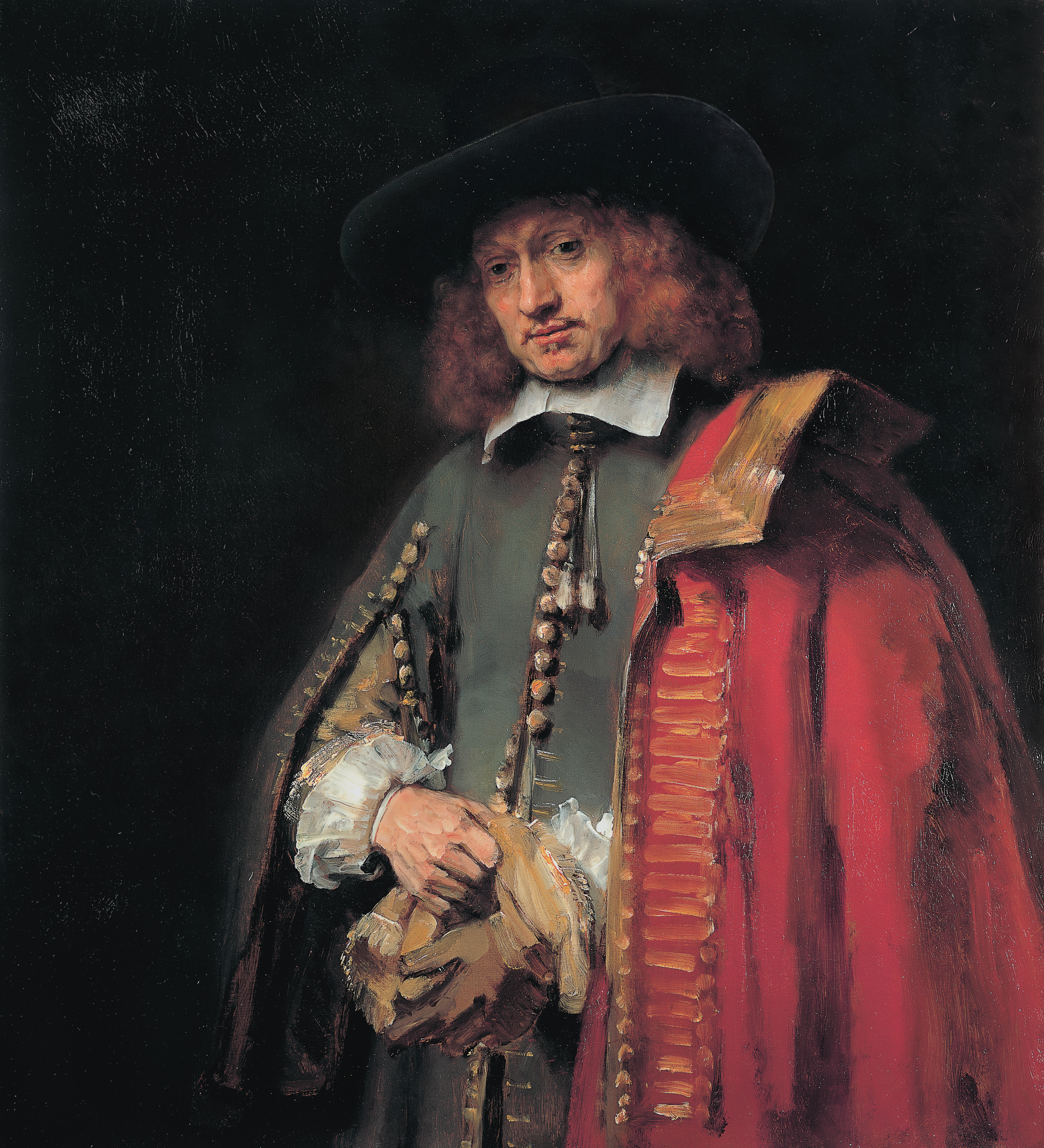
Retrat de Jax Six (1654) és un quadre de Rembrandt van Rijn amb nombrosos passatges pintats alla prima

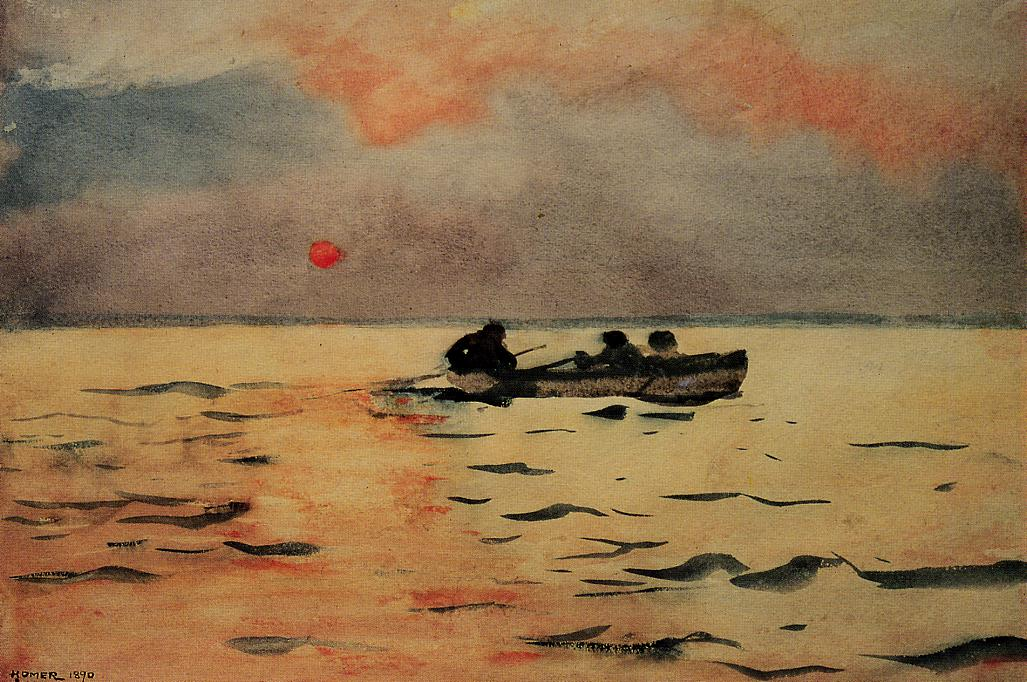
Rowing Home (1890) de Winslow Homer és un exemple de la tècnica dalla prima en aquarel·la (especialment, a la part que representa el cel)

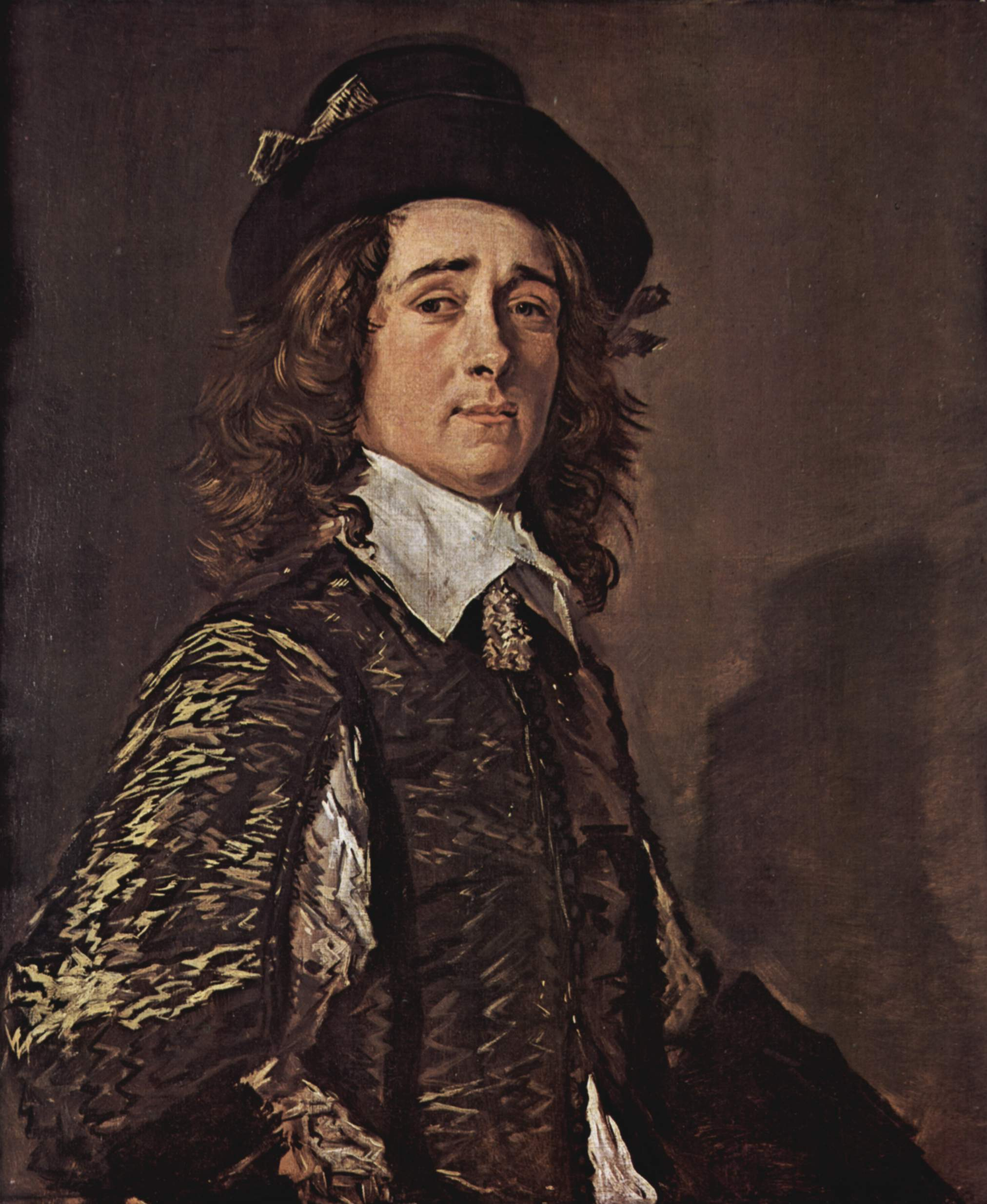
Retrat de Jasper Schade van Westrum (1645) de Frans Hals i pintat sencerament alla prima

Alla prima és un mètode de pintura ràpida (principalment a l'oli) en què la pintura s'aplica directament sobre el fons, sense pintar a sota, i la superfície acabada s'obté amb una sola aplicació de pigments.

## Característiques
Alla prima és la forma italiana per a "de primer" i termes sinònims serien "pintura directa", "moll sobre moll" i l'expressió francesa "au premier coup". El quadre es realitza sense esbós ni dibuix preliminar (normalment tret del natural), cada color s'aplica més o menys directament (tal com quedarà en la pintura definitiva) i s'acaba, normalment, en una sola sessió.
La pintura directa s'havia practicat des del segle XVII (Hals, per exemple), però no fou fins a mitjan segle xix que es va convertir en el mètode principal en la pintura a l'oli. La seua popularitat creixent va anar lligada a la disponibilitat de pintures comercials de consistència mantegosa que, un cop seques, conservaven les marques de manipulació millor que no pas les antigues pintures fabricades al taller, sense oblidar les idees romàntiques sobre l'espontaneïtat d'expressió.
Pintors famosos com Paul Cézanne, John Singer Sargent, Mary Cassatt, Winslow Homer, Pieter Brueghel el Vell (com ara, El vi de la festa de Sant Martí), Caravaggio, El Greco, El Bosco i Frans Hals van emprar aquesta tècnica de pintura.